# Віцан
Віцан або Віцлав II (Wican, Wicon, Wiczan, в давніших джерелах Wilkomir чи Wilczan, лат. Witzan, Wizzin, Widin, Witsidus, пол. Witzlaus) — перший верховний князь Ободрицького союзу, один із творців ободрицько-франкського перемир'я. Ймовірно був сином Аріберта II. Був васалом Карла I Великого, перший раз згадується в 789 році. Влітку того ж року на чолі свого племені допомагав Карлові громити лютичів-велетів, регулярні напади яких на землі ободритів очевидно і послужили тому причиною. Вбитий саксами на переправі через ріку Лабу, коли їхав на збірний пункт військ свого союзника Карла Великого в Бардовіку, з метою взяти участь у придушенні антифранкського повстання саксів. Похований у 795 році в місті Глюні, зараз це німецьке місто Люнебург.